# Chambord (Eure)
Chambord ist eine französische Gemeinde mit 172 Einwohnern (Stand 1. Januar 2022) im Département Eure in der Region Normandie (vor 2016 Haute-Normandie); sie gehört zum Arrondissement Bernay (bis 2017 Évreux) und zum Kanton Breteuil. Die Einwohner werden Chambordais genannt.

## Geographie
Chambord liegt etwa 47 Kilometer westsüdwestlich von Évreux. Umgeben wird Chambord von den Nachbargemeinden La Haye-Saint-Sylvestre im Norden, Bois-Anzeray im Nordosten, Bois-Normand-près-Lyre im Osten und Nordosten, Les Bottereaux im Osten, Juignettes im Südosten sowie La Ferté-en-Ouche im Süden und Westen.

## Bevölkerungsentwicklung

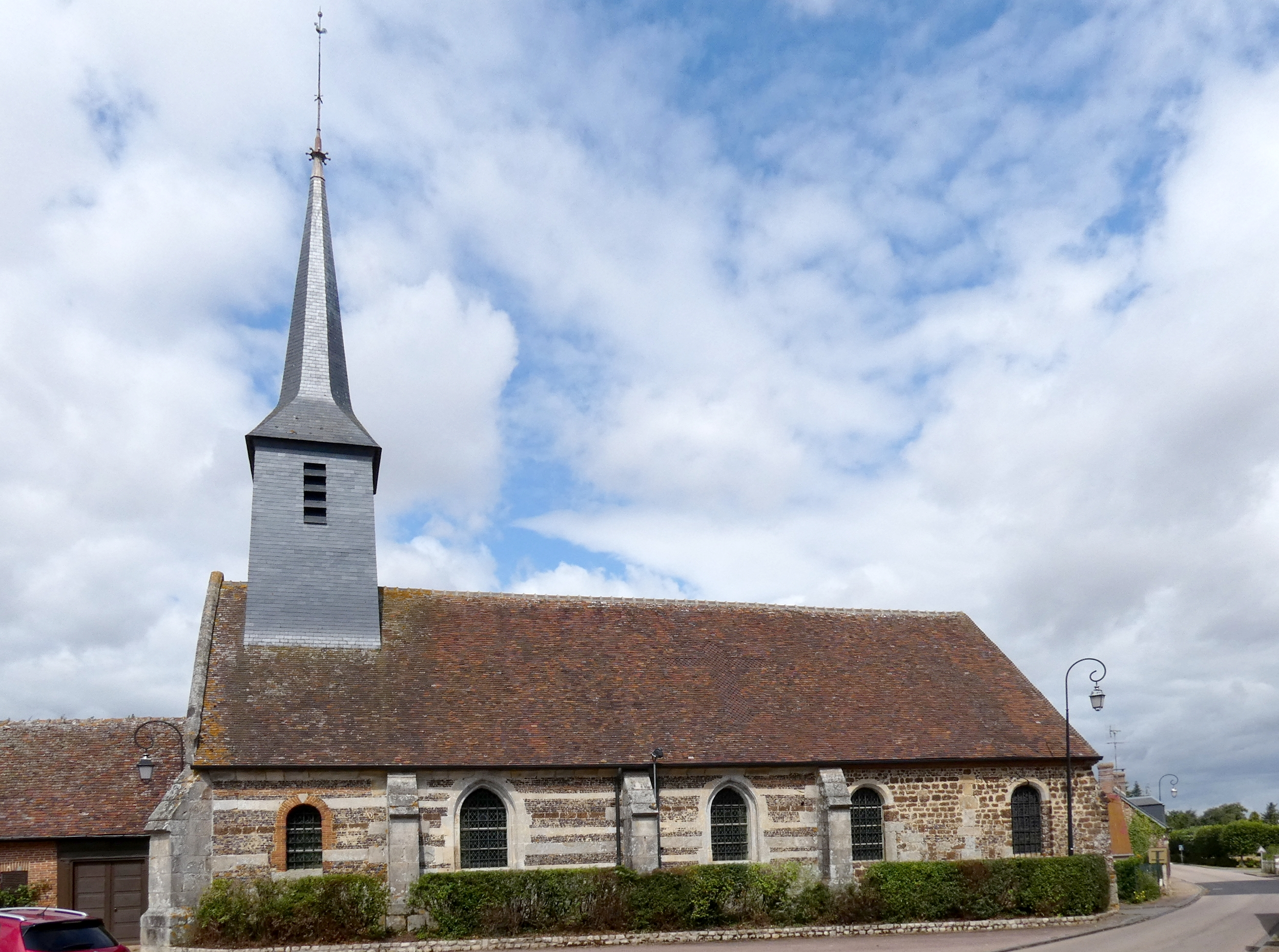
Kirche Saint-Martin

| Jahr                       | 1962 | 1968 | 1975 | 1982 | 1990 | 1999 | 2006 | 2016 |
| Einwohner                  | 313  | 281  | 210  | 172  | 158  | 194  | 176  | 156  |
| Quellen: Cassini und INSEE |      |      |      |      |      |      |      |      |